# Chonguinada
La chonguinada o chunguinada es una danza grupal de los andes peruanos que se ejecuta en la región Junín y Pasco. La cadencia y elegancia de los pasos que satirizan al minuet y la cuadrilla, música colonial danzada por los colonizadores españoles.

Danzantes de chonguinada en Jauja.

El vestuario en las mujeres, destaca por ser llamativo en joyas y adornado con elementos brillantes, el uso de sombreros y pañuelos; los varones llevan un bastoncillo y el uso de máscara generalmente hecha de alambres finos, esta máscara representa a un europeo con la piel blanca y ojos azules.